# Морі Окімото
Морі Окімото (яп. 毛利興元, моорі окімото; 1492 — 25 серпня 1516) — самурайський полководець середньовічної Японії періоду Сенґоку. Володар провінції Акі (суч. префектура Хіросіма). 15-й голова роду Морі. Старший брат Морі Мотонарі.

## Життєпис
Морі Окімото народився у провінції Акі. У 1500 році, разом із відставкою свого батька Морі Хіромото, він став новим головою роду Морі у 8-річному віці. Будучи васалом Оуті Йосіокі, Окімото слідував за ним у похід на Кіото у 1507 році, спрямований на підтримку Асікаґи Йосікі. Молодий Морі пробув у столиці близько 4 років і брав участь у битві при Фунаокаяма у 1511 році.
Під час перебування Оуті і його васалів у Кіото, володар північної провінції Ідзумо, рід Амаґо, зміцнів і почав розширяти свої володіння на південь, за рахунох вололінь васалів Оуті. На захист останніх виступив Оуті Йосіокі. Ареною битв між двома родами стала територія сучасної префектури Хіросіма — провінції Акі і Бінґо.
Для захисту Акі від північного сусіда, Окімото уклав ряд союзів із такими самими дрібними володарями-„провінціалами“ як і він сам — родами Такахасі, Хіраґа і Амано. Було сформовано так звану «громаду володарів Акі» (安芸国人一揆), формальним лідером якої виступав голова Морі. Проте незважаючи на успішну дипломатію, Окімото не таланило у війні. Він без перестанку воював із сусіднім родом Сісідо. Для забуття поразок на полі бою, Окімото зловживав саке. Врешті-решт він помер 25 серпня 1516 року від алкоголізму у віці 25 років.